# Gwrgi
Gwrgi ou Gurci (fl. décennies 560-580 ?) roi brittonique qui règne comme co-régent sur le royaume d'Ebrauc ou sur Catraeth.

## Biographie
Gwrgi est le fils d' Elydir Gosgorddvawr et le frère de Peredur mab Eliffer. Les deux frères succèdent conjointement à leur père sur le royaume d'Ebrauc ou se sont partagé le royaume. Dans ce cas Gwrgi avait hériter de terres autour de Catraeth l'actuel Catterick. Les deux frères sont toujours évoqués ensemble et considérés comme les ultimes défenseurs des  Brittons de l'est du Hen Ogledd face à l'invasion des Angles.

## Article lié
- Peredur mab Eliffer